# 莫斯特罗
莫斯特罗（葡萄牙語：Mosteiros）是西非島國佛得角的城鎮，也是莫斯特羅縣的首府，位於該國南部福古岛東北岸，主要經濟活動有種植咖啡和旅遊業，居民人數約3,000，是島上人口第二大城鎮。